# John Michael Greer
John Michael Greer   (Bremerton, 1 de gener de 1962) és un autor i druida nord-americà que escriu sobre ecologia, política, tecnologia apropiada, esgotament del petroli i ocultisme.

## Vida personal
Greer va néixer a Bremerton, Washington i es va criar a la zona de Seattle. És un iniciat en la maçoneria i l'Ordre Hermètica de l'Alba Daurada. Actualment viu a East Providence, Rhode Island, amb la seva dona Sara.

## Druïdisme
Greer va arribar al Druidisme a través de l'Order of Bards, Ovates and Druids el 1995 després d'uns vint anys de vinculació amb l'espiritualitat ocultista Hermètica. Va rebre el premi Mount Haemus l'any 2003 de l'OBOD per la seva conferència "Phallic Religion in the Druid Revival". Va servir com a Gran Arxidruide de l'Antic Order of Druids in America (AODA), una organització iniciàtica que ensenya l'espiritualitat Celta basada en la naturalesa, entre 2003 i 2015. Va escriure The Druidry Handbook, que serveix com a llibre de text i currículum bàsic de l'AODA.
Greer també va crear el programa d'entrenament per a l'Ordre Druídica de l'Alba Daurada, una ordre que fusiona el druïdisme amb la màgia cerimonial de l'Alba Daurada, que va fundar el 2013. Va escriure The Celtic Golden Dawn: An Original & Complete Curriculum of Druidical Study, que serveix com a llibre de text i currículum bàsic de l'ordre.

## Ocultisme
Ha escrit un blog sobre temes d'ocultisme anomenat The Well of Galabes (2014-2017), que ara està allotjat a Ecosophia. Actualment escriu setmanalment sobre aquesta temàtica al seu diari a Dreamwith.org.
També escriu sobre endevinació política a nivell de països utilitzant la branca mundana de l'astrologia. Els articles principals només són accessibles a través dels serveis de subscripció SubscribeStar i Patreon.

## Política i no ficció
Greer es descriu a si mateix com un conservador Burkeà moderat, influenciat pel teòric polític Edmund Burke. Des d'abril de 2017 escriu al seu blog Ecosophia.net (subtitulat "Towards an Ecological Spirituality"), on ha escrit sobre la intersecció de la màgia i la política, escriu articles setmanals i respon les preguntes dels seus lectors.
Anteriorment, va publicar un blog anomenat The Archdruid Report sobre el pic del petroli, economia, història, filosofia i temes relacionats entre 2006 i 2017. Creu que es produirà un col·lapse gradual de la societat a mesura que les indústries i les societats alimentades amb combustibles fòssils entrin en declivi a causa de l'esgotament dels recursos. En una publicació del blog de 2009 titulada "La Llei de Hagbard", va contrastar l'atenció que rep l'escalfament global en comparació amb el pic del petroli.
En un resum de 2005, anomenat How Civilizations Fall: A Theory of Catabolic Collapse, va descriure un model ecològic de col·lapse en què la producció no arriba a proporcionar els requisits de manteniment del capital existent.
A The King in Orange (2021), Greer analitza el panorama polític nord-americà contemporani mitjançant l'anàlisi de classes i les pràctiques ocultistes. Centrant-se en l'elecció i l'oposició a Donald Trump com a president dels Estats Units, Greer prediu una combinació contínua de màgia i política de les diferents faccions de classe del país. Critica la publicitat dels ocultistes liberals, argumentant que les pràctiques màgiques es beneficien més del silenci i el secretisme.

## Ficció
Greer ha escrit moltes novel·les, inclosa una sèrie d'onze novel·les de fantasia basades en els mons creats per HP Lovecraft i els seus mites de Cthulhu titulada "The Weird of Hali". També ha escrit ciència-ficció desindustrial i un thriller polític-militar titulat Twilight's Last Gleaming.

## Recepció
Escrivint a la revista The Futurist, Rick Docksai va declarar que el llibre de Greer The Ecotechnic Future és "un retrat tan realista del final de la civilització com hom és capaç de trobar". També es va analitzar positivament a Choice: Current Reviews for Academic Libraries i es va recomanar a la revista de la indústria Energy Policy. L' International Journal of Agricultural Sustainability es va referir al seu llibre The Wealth of Nature com a "desafia[nt] els paradigmes que subjauen al complex sistema de distribució de la riquesa que coneixem com a economia".
El seu llibre The New Encyclopedia of the Occult va ser seleccionat com a text de referència el 2005 per American Libraries i referenciat per Booklist i Publishers Weekly.

## Obres

### Espiritualitat i ocultisme
- Inside a Magical Lodge: Group Ritual in the Western Tradition (Llewellyn, 1998), (New Edition, Aeon Books, març 2021)
- Monsters: An Investigator's Guide to Magical Beings (Llewellyn, 2001)(rev. and expanded, 3rd ed. Aeon Books, 2021)
- The New Encyclopedia of the Occult (Llewellyn, 2003)
- Learning Ritual Magic: Fundamental Theory and Practice for the Solitary Apprentice, co-authored with Clare Vaughn and Earl King, Jr (Weiser, 2004)
- A World Full of Gods: An Inquiry into Polytheism (ADF Publishing, 2005)
- Encyclopedia of Natural Magic (Llewellyn, 2005)
- The Druidry Handbook: Spiritual Practice Rooted in the Living Earth (Weiser Books, gener 2006)
- Atlantis: Ancient Legacy, Hidden Prophecy (Llewellyn, 2007)
- Pagan Prayer Beads: Magic and Meditation with Pagan Rosaries, co-authored with Clare Vaughn (Weiser, 2007)
- The Druid Magic Handbook: Ritual Magic Rooted in the Living Earth (Weiser, 2007)
- The Art and Practice of Geomancy: Divination, Magic, and Earth Wisdom of the Renaissance (Weiser, 2009)
- Element Encyclopedia of Secret Societies: The Ultimate A–Z of Ancient Mysteries, Lost Civilizations and Forgotten Wisdom (HarperCollins, 2009)
- The UFO Phenomenon: Fact, Fantasy and Disinformation (Llewellyn, març 2009)
- Secrets of the Lost Symbol (Llewellyn, gener 2010)
- The Druid Revival Reader, ed. John Michael Greer (Starseed, 2011)
- Apocalypse Not: Everything You Know about 2012, Nostradamus and the Rapture Is Wrong (Viva, setembre 2011)
- The Druid Grove Handbook: A Guide to Ritual in the Ancient Order of Druids in America, ed. John Michael Greer (Starseed, 2011)
- The Blood of the Earth: An Essay on Magic and Peak Oil (Scarlet Imprint, 2012)
- Apocalypse: A History of the End of Time (Quercus, abril 2012)
- Mystery Teachings From the Living Earth (Weiser, 2012)
- The Gnostic Celtic Church: A Manual and Book of Liturgy, ed. John Michael Greer (Starseed, 2013)
- The Celtic Golden Dawn: An Original & Complete Curriculum of Druidical Study (Llewellyn, 2013)
- The Illustrated Picatrix: The Complete Occult Classic Of Astrological Magic translated by John Michael Greer & Christopher Warnock (Lulu, març 2015)
- The Golden Dawn: The Original Account of the Teachings, Rites, and Ceremonies of the Hermetic Order Study, Israel Regardie ed. John Michael Greer (Llewellyn, gener 2016)
- The Secret of the Temple (Llewellyn, desembre 2016)
- Circles of Power: An Introduction to Hermetic Magic, third edition (Aeon Books, 2017)
- The Academy of the Sword by Gérard Thibault d'Anvers trans. John Michael Greer (Aeon Books, febrer 2017)
- Paths of Wisdom: Cabala in the Golden Dawn Tradition, third edition (Aeon Books, 2017)
- The Coelbren Alphabet: The Forgotten Oracle of the Welsh Bards (Llewellyn, 2017)
- The Occult Book: A Chronological Journey from Alchemy to Wicca (Sterling Chronologies, 2017)
- Elementary Treatise of Occult Science, co-authored with Papus and Mark Mikituk, (Llewellyn, desembre 2018)
- Ascendant: Modern Essays on Polytheism and Theology Contributor, (Independently Published, gener 2019)
- The Conspiracy Book: A Chronological Journey through Secret Societies and Hidden Histories (Sterling, gener 2019)
- How to Become a Mage, co-authored with K. K. Albert, Joséphin Péladan and Jean-Louis de Biasi, (Llewellyn, juny 2019)
- A Magical Education: Talks on Magic and Occultism (Aeon Books, 2019)
- Ascendant II: Theology for Modern Polytheists Contributor,(Independently Published, desembre 2019)
- Llewellyn's Complete Book of Ceremonial Magick: A Comprehensive Guide to the Western Mystery Tradition Contributor, (Llewellyn, 2020)
- On the Shadows of the Ideas Giordano Bruno translated by John Michael Greer (Arcane Wisdom, 10 març 2020)
- The Mysteries of Merlin (Llewellyn, 2020)
- Beyond the Narratives: Essays on Occultism and the Future (Aeon Books, octubre 2020)
- The UFO Chronicles: How Science Fiction, Shamanic Experiences, and Secret Air Force Projects Created the UFO Myth (Aeon Books, octubre 2020)
- The Sacred Geometry Oracle: Book and Card Deck (Aeon Books, abril 2021)
- The King in Orange: The Magical and Occult Roots of Political Power (Inner Traditions, juny 2021)

### Economia i política
- The Long Descent: A User's Guide to the End of the Industrial Age (New Society Publishers, setembre 2008)
- The Ecotechnic Future: Envisioning a Post-Peak World (New Society Publishers, octubre 2009)
- The Wealth of Nature: Economics As If Survival Mattered (New Society Publishers, maig 2011) ISBN 978-0-86571-673-5
- Green Wizardry (New Society, 2013)
- Not the Future we Ordered: Peak Oil, Psychology and the Myth of Progress (Karnac, 2013)
- Decline and Fall: the End of Empire and the Future of Democracy in the 21st Century (New Society, 2014)
- Collapse Now and Avoid the Rush: the Best of the Archdruid Report (Founders House, 2015)
- After Progress: Reason and Religion at the End of the Industrial Age Paperback (New Society Publishers, abril 2015)
- Dark Age America: Climate Change, Cultural Collapse, and the Hard Future Ahead (New Society Publishers, setembre 2016)
- The Retro Future: Looking to the Past to Remake the Future (New Society, 2017)
- The King in Orange: The magical and occult roots of political power (Inner Traditions Bear and Company, 2021)

### Ficció
- Twilight's Last Gleaming (Karnac, 2014) ISBN 978-1-78220-035-2
- Star's Reach: A Novel of the Deindustrial Future (Founders House, abril 2014)
- The Fires of Shalsha (Starseed Press, 2008) (Founders House, 2015)
- Retrotopia (Founders House, 2016) ISBN 978-1-945810-02-2
- An Archdruid's Tales: Fiction From The Archdruid Report (Founders House Publishing, 2017) ISBN 978-1-945810-06-0
- The Weird of Hali (Book 1): Innsmouth (Founders House Publishing, 2018) ISBN 978-1-945810-24-4
- The Weird of Hali (Book 2): Kingsport (Founders House Publishing, 2018) ISBN 978-1-945810-25-1
- The Weird of Hali (Book 3): Chorazin (Founders House Publishing, 2019) ISBN 978-1-945810-29-9
- The Weird of Hali (Book 4): Dreamlands (Founders House Publishing, 2019) ISBN 978-1-945810-30-5
- The Weird of Hali (Book 5): Providence (Founders House Publishing, 2019) ISBN 978-1-945810-31-2
- The Weird of Hali (Book 6): Red Hook (Founders House Publishing, 2019) ISBN 978-1-945810-35-0
- The Weird of Hali (Book 7): Arkham (Founders House Publishing, 2019) ISBN 978-1-945810-39-8
- The Shoggoth Concerto (Founders House Publishing, 2019) ISBN 978-1-945810-32-9
- The Nyogtha Variations (Founders House Publishing, 2020) ISBN 978-1-945810-41-1
- A Voyage to Hyperborea (Founders House Publishing, 2020) ISBN 978-1-945810-44-2
- The Seal of Yueh Lao (Founders House Publishing, 2020) ISBN 978-1-945810-47-3
- The Weird of Hali Companion (Founders House Publishing, 2021) ISBN 978-1-945810-53-4

### Antologies editades
- After Oil: SF Visions of a Post-Petroleum World (Founders House, 2012
- After Oil 2: The Years of Crisis (Founders House, 2014)
- After Oil 3: The Years of Rebirth (Founders House, 2015)
- After Oil 4: The Future's Distant Shores (Founders House, 2016)
- Merigan Tales: Stories for the World of Star's Reach (Founders House,2016)